# Doble amenaza
Doble amenaza es una película de crimen estadounidense de 1993, dirigida por David A. Prior, y protagonizada por Andrew Stevens, Sally Kirkland, Sherrie Rose y Chick Vennera.

## Argumento
Una exestrella de cine, Mónica Scott, vuelve a la pantalla grande junto a su novio más joven, Eric Cline, tras una larga ausencia. Mónica está muy celosa por la atención que Eric le presta a su doble de cuerpo, Lisa.

## Reparto
- Sally Kirkland, como Monica Martel Scott.
- Richard Lynch, como el detective Robert Fenich.
- Anthony Franciosa, como Crocker Scott.
- Andrew Stevens, como Eric Cline.
- Monique Detraz, como Tawny.
- Sherrie Rose, como Lisa Shane.
- Gary Swanson, como Coleman.
- Chick Vennera, como Stephen Ross.